# UTC−9:30
UTC -9:30 é o fuso onde o horário local é contado a partir de menos nove horas e trinta minutos do horário do Meridiano de Greenwich.
Longitude ao meio: 142º 30' 00" O
Na França é conhecido como Horário das Marquesas.
Este fuso horário é usado o ano todo por:
- França:
  -  Polinésia Francesa: 
    - Ilhas Marquesas